# Mandevilla pringlei
Mandevilla pringlei är en oleanderväxtart som beskrevs av J.K. Williams. Mandevilla pringlei ingår i släktet Mandevilla och familjen oleanderväxter. Inga underarter finns listade i Catalogue of Life.